# Compromis van Breda
Het Compromis van Breda was tijdens de aanloop van de Tachtigjarige Oorlog een overblijfsel in 1566 van het Eedverbond der Edelen dat als eerste stap naar het omverwerpen van het Spaans gezag over de Nederlanden wordt gezien.
Het Compromis van Breda vergaderde op instigatie van de consistorieën op 30 januari 1567 met Willem van Oranje, graaf van Horne, graaf Van den Bergh, graaf van Hoogstraten, graaf van Nieuwenaar, Hendrik van Brederode en hun volgelingen te Breda en bood op 8 februari 1567 via Willem van Blois van Treslong het derde Smeekschrift aan de landvoogdes Margaretha van Parma aan. Daarin werd – onder dreiging met geweld – om een stipte naleving van het Akkoord (daarvoor gesloten met het Verbond der Edelen) verzocht.
In haar antwoord (16 februari 1567) verweet Margaretha van Parma de protestanten schending van het Akkoord en verzette zij zich vooral tegen de bedreiging met geweld. 
Dit alles leidde tot de Slag bij Oosterweel (13 maart 1567), waar Jan van Marnix sneuvelde.